# Berylliumfluorid
Beryllium(II)-fluorid ist eine chemische Verbindung aus Beryllium und Fluor mit der Formel BeF2.

## Gewinnung und Darstellung
Gewonnen werden kann Berylliumfluorid durch Thermolyse von Ammonium-tetrafluoridoberyllat(II) (einer Berylliumkomplexverbindung, die durch Reaktion von Berylliumoxid (BeO) mit Ammoniumfluorid (NH4F) erhalten werden kann) bei ~900 °C.
{\displaystyle \mathrm {(NH_{4})_{2}BeF_{4}\longrightarrow \ BeF_{2}+2\ NH_{4}F} }

## Eigenschaften
Berylliumfluorid hat stark kovalente Bindungsanteile, weshalb es kein Ionengitter ausbildet, sondern im Festkörper eine polymere Struktur besitzt, welche isotyp mit α-Quarz (< 430 °C) bzw. β-Cristobalit (> 516 °C) ist. Hierbei ist jeder Berylliumkern tetraedrisch von vier Fluorkernen umgeben. Dies ist ein Gegensatz zum isoelektronischen Kohlenstoffdioxid (CO2), steht jedoch im Einklang mit dem ebenfalls isoelektronischen Siliciumdioxid (SiO2). In der polymeren Struktur verbrückt jeder Fluorkern zwei Berylliumkerne. Hierbei wird auch Schrägbeziehung des Berylliums zum Aluminium deutlich, das ähnliches Verhalten zeigt.
Gasförmiges Berylliumfluorid liegt als lineares Monomer vor. Es bildet eine schwache π-Bindung vom Fluor zum Beryllium aus, um dessen Elektronenmangel zu kompensieren. Der Be-F-Abstand beträgt 143 pm.

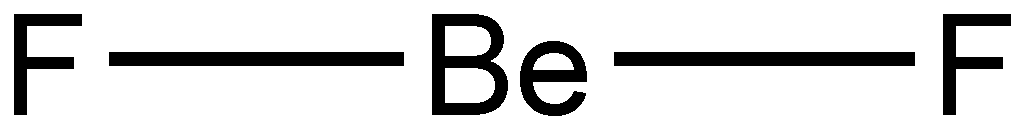
Monomeres Berylliumfluorid

Bei Berylliumfluorid handelt es sich wie bei allen Beryllium(II)-halogeniden um eine Lewis-Säure, sodass es mit Fluoriden Fluoroberyllate wie BeF42− bilden kann.

## Hydrolyse
Im Gegensatz zu den anderen Berylliumhalogeniden, die in Wasser direkt in hydratisierte Berylliumionen und die entsprechenden Anionen dissoziieren, liegt der Hydrolyse von Berylliumfluorid ein komplexer Ablauf von Reaktionen zugrunde, beginnend mit einer Addukt-Bildung, gefolgt von einer Autoionisation.
{\displaystyle \mathrm {BeF_{2}+2\ H_{2}O\ \rightleftharpoons \ [BeF_{2}(H_{2}O)_{2}]} }
{\displaystyle \mathrm {2\ [BeF_{2}(H_{2}O)_{2}]\ \rightleftharpoons \ [BeF_{3}(H_{2}O)]^{-}+[BeF(H_{2}O)_{3}]^{+}} }
{\displaystyle \mathrm {2\ [BeF_{3}(H_{2}O)]^{-}\ \rightleftharpoons \ [BeF_{4}]^{2-}+[BeF_{2}(H_{2}O)_{2}]} }
{\displaystyle \mathrm {2\ [BeF(H_{2}O)_{3}]^{+}\ \rightleftharpoons \ [BeF_{2}(H_{2}O)_{2}]+[Be(H_{2}O)_{4}]^{2+}} }
Die wässrige Lösung reagiert wegen der Deprotonierung des Aquakomplexes letztlich sauer:
{\displaystyle \mathrm {[Be(H_{2}O)_{4}]^{2+}+H_{2}O\ \rightleftharpoons \ H_{3}O^{+}+[Be(H_{2}O)_{3}(OH)]^{+}} }

## Verwendung
Berylliumfluorid dient als Ausgangsstoff zur Herstellung von reinem Beryllium, das durch Reduktion von Berylliumfluorid mit Magnesium bei 1300 °C erhalten werden kann.
{\displaystyle \mathrm {BeF_{2}+\ Mg\longrightarrow \ Be+\ MgF_{2}} }
Außerdem wird es zur Herstellung von Gläsern und in der Reaktortechnik verwendet.

## Sicherheitshinweise
Berylliumfluorid ist wie alle Berylliumverbindungen hochgiftig und wird als krebserregend eingestuft.